# Тампа Бей Лайтнинг
Тампа Бей Лайтнинг е отбор от НХЛ основан в Тампа, Флорида, САЩ. Състезава се в източната конференция, югоизточна дивизия.

## Факти
Основан: НХЛ сезон 1992/93
Предишни арени: Експохол (1992 – 1993); Тъндърдоум (1993 – 1998)
Носители на купа Стенли: 1 път – НХЛ сезон 2003/04